# Decreto sobre el sistema de gobierno de Rusia (1918)
El Decreto sobre el sistema de gobierno de Rusia fue la base de la nueva constitución declarada en 1918 en Rusia durante la Revolución rusa de 1917, durante el interregno de cinco meses entre la caída del gobierno de Aleksandr Kérenski y la declaración oficial de la República Socialista Federativa Soviética de Rusia. Fue formalmente declarada el 19 de enero de 1918 cuándo la democráticamente electa Asamblea Constituyente Rusa redactó y adoptó la «Resolución en la forma de gobierno de Rusia», declarando a Rusia una república federal democrática. Aun así, al no contar los bolcheviques con la mayoría en la Asamblea, fue disuelta el mismo día por el Comité Ejecutivo Central Panruso. 

## Estructura gubernamental
Según la constitución, Rusia fue declarada una república federal democrática. La base fundamental del estado era la democracia representativa y el sistema federal para los diversos óblasts autónomos. Esto era en contraste al proyecto de constitución decembrista, el cual propuso una monarquía constitucional federal en una base económica. Por primera vez, la estructura unitaria de Rusia era oficialmente abolida y el país estuvo declarado una federación, marcando el inicio del período federal en la historia rusa.

### Derechos y deberes civiles
La Constitución concedió el sufragio universal para todos los ciudadanos de República de 20 o más años. Esto era cinco años menos que durante el Imperio ruso.
La mayoría de deberes civiles, como conscripción e impuestos, estuvo heredado de la legislación del Imperio ruso.

### Jefe de Estado
El jefe de Estado era el Presidente de la República Federativa Democrática de Rusia, elegido para un plazo de un año por voto de mayoría en el parlamento implicando los miembros de ambas cámaras. Los poderes presidenciales eran casi idénticos a los del Emperador:
- Nombrar varios oficiales de gobierno y su salida del oficio;
- Comandante en jefe del Ejército ruso;
- Decisiones en la política extranjera de Rusia;
- Derecho de proponer leyes;
- Control sobre las estructuras gubernamentales y funcionamiento;
- Control en la aplicación de ley;

El Presidente era responsable de su trabajo ante el parlamento. Una aproximación similar a poder presidencial era más tarde utilizada en la constitución alemana de 1919.
Debido a la anulación de la Constitución, ninguna persona fue elegida para el cargo.

### Legislación
Según el borrador final de la Constitución, adoptado en París el 20 de enero de 1920, el poder legislativo era ejercido por un parlamento bicameral. El Consejo Estatal de la República Federativa Democrática de Rusia formaría la cámara alta, elegido por las legislaturas regionales (sejms), mientras la Duma Estatal de la República Federativa Democrática de Rusia formaría la cámara baja, directamente elegida por los ciudadanos de la República.
Los poderes constituyentes para crear una constitución nueva y cambiar el tipo de gobierno estaban radicados en la Asamblea Constituyente.

### Autonomías proyectadas dentro de la federación
- Autonomía de Alash, autoproclamada en diciembre de 1917, cuya independencia fue declarada un año más tarde (13 de diciembre de 1918).
- Gobierno Autónomo de Estonia. Declarado independiente como la República de Estonia el 23 de febrero de 1918.
- República Democrática de Moldavia, declarada autónoma el 15 de diciembre y más tarde independiente el 6 de febrero de 1918.
- Transcaucasia, cuya autonomía estuvo reconocida por el Comisariado Transcaucásico del Gobierno Provisional ruso en 1917. Independencia declarada como la República Democrática Federal de Transcaucasia el 24 de febrero de 1918. Posteriormente se dividió en:
  -  República Democrática de Georgia, independencia declarada el 26 de mayo de 1917.
  -  República Democrática de Armenia, independiente el 28 de mayo de 1917.
  -  República Democrática de Azerbaiyán, independiente el 28 de mayo de 1917.
- República Popular Ucraniana, cuya autonomía se reconoció el 26 de junio de 1917. Se convierte en una república autónoma el 20 de noviembre de 1917 antes de declararse independiente el 25 de enero de 1918.
- Estado Idel-Ural, cuya autonomía estuvo proclamada el 12 de diciembre de 1917, por un Congreso de musulmanes del interior de Rusia y Siberia.